# Luka Mkheidze
Luka Mkheidze (Tiflis, Georgia, 5 de enero de 1996) es un deportista francés, de origen georgiano, que compite en judo.
Participó en dos Juegos Olímpicos de Verano, obteniendo tres medallas, una de bronce en Tokio 2020 (categoría de –60 kg) y dos en París 2024, oro en el equipo mixto y plata en la categoría de –60 kg.
Ganó tres medallas en el Campeonato Europeo de Judo entre los años 2021 y 2025.

## Palmarés internacional
| Juegos Olímpicos   | Juegos Olímpicos       | Juegos Olímpicos  | Juegos Olímpicos |
| Año                | Lugar                  | Medalla           | Categoría        |
| ------------------ | ---------------------- | ----------------- | ---------------- |
| 2020               | Tokio (Japón)          | Medalla de bronce | –60 kg           |
| 2024               | París (Francia)        | Medalla de oro    | Equipo mixto     |
| 2024               | París (Francia)        | Medalla de plata  | –60 kg           |
| Campeonato Europeo |                        |                   |                  |
| Año                | Lugar                  | Medalla           | Categoría        |
| 2021               | Lisboa (Portugal)      | Medalla de plata  | –60 kg           |
| 2023               | Montpellier (Francia)  | Medalla de oro    | –60 kg           |
| 2025               | Podgorica (Montenegro) | Medalla de bronce | –60 kg           |